# Зверино
Зверино́ (болг. Зверино) — село у Врачанській області Болгарії. Входить до складу общини Мездра.

## Населення
За даними перепису населення 2011 року у селі проживали 1728 осіб, з них 1674 особи (99,8%) — болгари.
Розподіл населення за віком у 2011 році:
Динаміка населення: